# Lindsay Frimodt
Lindsay Frimodt (Sacramento, 28 marzo 1981) è una modella statunitense.

## Biografia
Inizia a sfilare nel 2001 per Karen Walker, Wayne Cooper, Vera Wang, Collette Dinnigan, Catherine Malandrino ed altri. Negli anni ha partecipato alle sfilate per Michael Kors, Emanuel Ungaro, Etro, Laura Biagiotti, Custo Barcelona, John Galliano, Amaya Arzuaga, Salvatore Ferragamo, Chloé, Alice Roi, Stella McCartney, Christian Dior, Carlos Miele, Guy Laroche, Gucci, Dolce & Gabbana e Issey Miyake.
Nel 2002 e nel 2003 prende parte ai Fashion Show di Victoria's Secret.
Presta il suo volto a campagne promozionali per Marks & Spencer, Breil
Max Azria, L'Oreal, Calzedonia, Christian Dior, Emporio Armani, Intimissimi, Clairol, Wolford, Levi's, Missoni, Replay, Via Spiga; ed è apparsa sulle riviste: Bira, Vogue, Harper's Bazaar, Planet, City.
Nel 2003 partecipa al video musicale I'm Lovin' It di Justin Timberlake e nel 2004 a quello di Amr Diab per il singolo Lealy Nahary.
Da marzo 2012 è impegnata sentimentalmente con l'attore Seann William Scott.